# Carlos Fernando Ribeiro
Carlos Fernando Ribeiro, o Barão de Grajaú (Alcântara, 30 de outubro de 1845 — 11 de setembro de 1889) foi um proprietário rural, jornalista e político brasileiro.

## Biografia
Órfão de pai bastante cedo, foi educado pelo irmão mais velho, Antônio Onofre Ribeiro.
Era formado em Direito na Faculdade de Olinda (1846); em Medicina em Filadélfia (1840), além de Agronomia no Yale College (1838).
Ao retornar à terra natal, fundou o Engenho Jirijó, situado perto de Alcântara, sendo considerado um dos mais importantes estabelecimentos açucareiros da província.
Ocupou a Secretaria da Presidência da Província na administração de Joaquim Franco de Sá (1846), sendo escolhido vice-presidente da província no ano seguinte.
Foi secretário de Governo da Província do Amazonas (1857-1858), vereador da Câmara de São Luís, deputado da Assembleia Provincial e da Assembleia Geral.
Foi diretor e redator dos jornais A Imprensa, A Moderação, e O Progresso, nas décadas de 1850 e 1860.
Foi deputado provincial de 1863 a 1865 e, por quase quarenta anos, chefe do Partido Liberal no Maranhão.
Em 1884, recebeu o título de Barão de Grajaú, por D. Pedro II.
Foi vice-presidente da província do Maranhão, tendo exercido a presidência interinamente seis vezes, de 28 de março a 17 de maio de 1878, de 27 de maio a 24 de julho de 1880, de 6 de maio a 25 de setembro de 1883, de 2 de março a 18 de setembro de 1884, de 16 de maio a 23 de junho de 1885, e de 30 de junho a 3 de agosto de 1889.
Tinha grande rivalidade política com o Barão de São Bento, líder do Partido Conservador no Maranhão.

Casou-se em 1853 com Ana Rosa Lamagnère Viana, com quem teve dois filhos: Carlos Fernando Viana Ribeiro e Francisca Isabel Viana Ribeiro. Sua esposa foi levada a julgamento pelo Tribunal do Júri (1877), fato que mobilizou a opinião pública ludovicense da época, em razão do homicídio do menino escravizado Innocêncio, de 11 anos de idade, vítima de castigos. Ana Rosa, no entanto, foi absolvida do caso que ficou conhecido como O Crime da Baronesa.